# Carlos Machado
Carlos David Machado Sobrados (Priego de Córdoba, 18 juni 1980) is een Spaans voormalig professioneel tafeltennisser. Hij speelt rechtshandig met de shakehandgreep.
Hij vertegenwoordigde zijn land op de Olympische Zomerspelen 2012 maar won geen medailles.

## Belangrijkste resultaten
- Brons in het mannen dubbelspel op de Europese kampioenschappen 2013 met He Zhiwen.